# Ігнатєвське відділення
Ігнатовське відділення (рос. Игнатьевское) — селище в Малоярославецькому районі Калузької області Російської Федерації.
Населення становить 21 особу. Входить до складу муніципального утворення Присілок Шум'ятино.

## Історія
Від 2004 року входить до складу муніципального утворення Присілок Шум'ятино.

## Населення
| 2002 | 2010 |
| ---- | ---- |
| 31   | ↘21  |